# 和平土家族侗族乡
和平土家族侗族乡是中华人民共和国贵州省铜仁市碧江区下辖的一个民族乡。

## 行政区划
和平土家族侗族乡下辖以下村级行政区划单位：
和平村、陈家寨村、矮龙村、孟溪村、龙鱼村、德胜屯村、八村、遥山村和冷水村。